# Dave Allen
David Tynan O'Mahony (Firhouse, Dublín, 6 de juliol de 1936 - Kensington, 10 de març de 2005), més conegut com a Dave Allen, va ser un còmic observacional i satíric irlandès.
Es va donar a conèixer inicialment a Austràlia durant els anys 1963–64, i va aparèixer regularment a la televisió al Regne Unit a partir dels anys seixanta i fins a mitjan anys vuitanta. La BBC va emetre el seu Dave Allen Show 1972–1986, que també es va exportar a diversos altres països europeus. La seva carrera va tenir un ressorgiment important a la fi dels anys 1980 i principis dels noranta. Al cim de la seva carrera va ser l'humorista més polèmic de Gran Bretanya, provocant regularment indignació per la seva freqüent posada en evidència de la hipocresia política i el menyspreu de l'autoritat religiosa. Els seus programes de televisió també es van emetre als Estats Units, Canadà, Suècia, Austràlia i Nova Zelanda

## Primers anys
David Tynan O'Mahony va néixer a Firhouse, Dublín, Irlanda, i era el petit de tres germans. El seu pare era Gerard "Cully" Tynan O'Mahony, editor en cap de The Irish Times nebot per part de mare de l'escriptora irlandesa Katharine Tynan, i la seva mare era l'anglesa Jean Archer. El seu pare va morir quan tenia 12 anys, i la seva mare va traslladar la família a Anglaterra quan ell tenia 14 anys. Va ser educat a Newbridge College, Terenure College i a la Catholic University School.

## Carrera
Inicialment va seguir al seu pare al periodisme, primer integrant-se al Drogheda Argus com a becari, però als 19 anys va anar a Fleet Street, Londres. Va passar per diverses feines, abans de convertir-se en Butlins Redcoats a Skegness en una tropa de la que en formava part el trompetista de jazz i escriptor britànic John Chilton. Al final de cada temporada d'estiu feien stand-up en clubs de striptease, i durant els quatre anys següents va aparèixer a clubs nocturns, teatres i clubs masculins. Quan hi havia menys treball d'entreteniment venia joguines en una botiga de Sheffield i també treballava com a venedor de porta a porta. Va canviar el seu cognom d'etapa per "Allen" per encàrrec del seu agent, que creia que poques persones a la Gran Bretanya podrien pronunciar "O'Mahony" correctament. El mateix Allen esperava que un cognom que comencés amb "A" el situés al capdamunt de la llista de qualsevol agent.
Allen va perdre la part superior del seu índex esquerre quan se'l va enganzar en l'engranatge d'una màquina. Tanmateix li agradava inventar històries per explicar la pèrdua, cosa que va esdevenir una part menor de la seva actuació. Una de les versions era que el seu germà John l'havia sorprès fer-lo tancar la mandíbula quan eren nens, provocant que es mossegués. Una altra explicació que va donar al seu programa, Dave Allen at Large, va ser que sovint es trobava enganxat el dit al got de whisky i que havia begut una beguda forta. També va dir que es va desgastar de raspallar-ne de forma repetida la pols del vestit. Un dels seus acudits destacats era que, quan era xicot, ell i els seus amics anaren a veure una pel·lícula de l'oest al cinema local, després sortirien tots a punt per jugar a vaquers i indis. Amb la mirada enganxada al seu dit truncat, murmurava: "Jo tenia una escopeta serrada". Al seu programa va explicar una llarga i elaborada història de fantasmes, que va acabar amb "alguna cosa malvada" atacant Allen en una casa fosca i embruixada. Allen va agafar i va mossegar l'atacant, els llums de l'estudi van tornar a aparèixer i era la seva mà esquerra.
La primera aparició d'Allen a la televisió va ser al programa New Faces de la BBC el 1959. Va acollir espectacles de música pop de principis dels anys seixanta, incloent-hi gires d'Adam Faith i Helen Shapiro, i a principis de 1963 fou acompanyat del tour per Gran Bretanya, encapçalat per Shapiro, que també incloïa The Beatles, que començaven a ser coneguts. En 1962 va fer una gira per Sud-àfrica amb l'estrella de vodevil estatunidenca Sophie Tucker, a qui va descriure com "una de les intèrprets més encantadores amb qui he treballat". Tucker va quedar-ne impressionada i li va suggerir que provés sort a Austràlia. Allí va treballar com a comediant de Digby Wolfe de la televisió australiana.
Mentre era de gira amb èxit per Austràlia el 1963, ràpidament va acceptar una oferta per dirigir un programa de televisió amb Channel 9, Tonight with Dave Allen, que també va ser un èxit. Tot i això, només sis mesos després del debut televisiu va ser prohibit a les ones australianes quan, durant una emissió en directe, va dir al productor del seu programa –que l'havia pressionat per fer una pausa comercial– “go away and masturbate” (ves a fer la mà), quan volia continuar una entretinguda entrevista amb Peter Cook i Dudley Moore. La prohibició es va aixecar tranquil·lament, ja que la popularitat d'Allen va continuar sense restriccions.
Allen va tornar al Regne Unit el 1964 i va fer diverses aparicions a ITV, incloses The Blackpool Show i Val Parnell's Sunday Night at the London Palladium, i a la BBC al The Val Doonican Show. El 1967 va dirigir la seva pròpia sèrie de comèdia i moòleg, Tonight with Dave Allen, realitzada per ATV, que li va valer el premi de personalitat de l'Any del Variety Club's d'ITV.
Va fitxar per la BBC el 1968 i va aparèixer a The Dave Allen Show, una sèrie d'esquetxs de varietats/comèdia. Va ser seguit de 1971 a 79 per Dave Allen at Large. El tema de The Dave Allen Show i Dave Allen at Large, escrit per Alan Hawkshaw, va ser "Blarney's Stoned" (originalment enregistrat a KPM el 1969 amb el títol "Studio 69").
Els espectacles van introduir la seva rutina de fer un acudit en solitari mentre estava assegut en un tamboret i bevia. Aquesta rutina d'Allen era seguida de esquetxs que continuaven els temes tractats als monòlegs anteriors. Mentrestant, va començar a aparèixer al teatre. El 1972 va exercir de metge en la producció de la Royal Court de l'obra teatral d'Edna O'Brien A Pagan Place. En repartiment encapçalat per l'amiga de la família Maggie Smith va aparèixer a Peter Pan en les temporades 1973 i 1974. Allen va interpretar els papers de Mr Darling i Capità Hook en la producció al Coliseum Theatre. Allen va fer The Dave Allen Show in Australia (1975–1977) pels seus antics amos del Channel 9.
Allen també va ser un comentarista social que va aparèixer en diversos documentals televisius per ITV, començant per Dave Allen in the Melting Pot (1969), observant la vida a Nova York i tractant temes com el racisme i les drogues. Els programes posteriors van incloure Dave Allen in Search of the Great English Eccentric (1974) i Eccentrics at Play (1974), en què va observava personatges excèntrics amb passions idiosincràtiques.
La satiriització que feia Allen del ritual religiós, especialment el catòlic, al llarg de cada episodi de Dave Allen at Large va provocar petites polèmiques, que unides a material de vegades comparativament franc, va fer guanyar a la programació una reputació arriscada. El 1977, la cadena estatal irlandesa RTÉ va vetar Allen de facto.
Les rutines incloïen esquetxs que mostraven al Papa (interpretat per Allen) i els seus cardenals fent un striptease amb música ("The Stripper") a les escales de basílica de Sant Pere, sacerdots agressius agredint als seus feligresos i altres sacerdots, sacerdots que parlaven com Daleks als confessionaris electrònics, i un Papa extremadament excitable que parlava amb un accent d'estil Chico Marx mentre ordenava a Allen to "getta your bum outta Roma!" (emporta't les teves paraules de Roma!) En 1979 va interpretar a propietari que patia una crisi de maduresa a l'obra de televisió One Fine Day d'Alan Bennett. Es van emetre noves temporades de la sèrie còmica, ara titulada Dave Allen, de 1981 a 1990.

### Darrers anys
A la seva temporada final a la BBC el 1990 va provocar controvèrsia amb un acudit:
| « | Et despertes puntual, vas a treballar puntual, entres puntual, surts puntual, arribes a casa puntual, menges puntual, beus puntual, vas a l'hora, t’aixeces a l'hora, tornes a treballar puntuale ... Ho fas durant quaranta anys de la teva vida i quan et retires, què dimonis et regalen? Un rellotge! | » |

Això va impulsar al diputat Robert Hayward a fer una pregunta parlamentària sobre el "llenguatge ofensiu" en la radiodifusió. En 1993 Allen va tornar a ITV, on va protagonitzar el Dave Allen Show, que va ser la seva última sèrie regular de televisió.
A finals dels anys 90, Allen vivia tranquil·lament en una semi-jubilació a Holland Park, a l'oest de Londres. Artista aficionat, va continuar exposant els seus quadres. Va haver de renunciar als cigarrets a la dècada de 1980, ja que havia fumat regularment durant les primeres aparicions a la televisió. Una comèdia del 1994 no només parlava de deixar de fumar, sinó odiar l'olor del tabcc. La dècada dels 90 va veure aparicions puntuals en xerrades i discutir la seva carrera a The Unique Dave Allen (BBC, 1998) de sis parts entre esquetxs de les seves antigues temporades a la BBC.
A mesura que envellea aportava al seu material una consciència àmplia sobre l'envelliment, amb reflexions sobre els antics adolescents i la pell arrugada i la sortida del pel a la cara per l'edat. El 1996 se li va atorgar un premi a tota la carrera als British Comedy Awards.

## Influències
Molt considerat a Gran Bretanya, la tècnica i l'estil còmic d'Allen van tenir una influència duradora en molts joves còmics britànics. Els seus objectius sovint eren figures d'autoritat, el seu estil era observacional en lloc de gag i el seu llenguatge sovint madur; com a tal va ser un progenitor dels comediants "alternatius" dels anys vuitanta. Stewart Lee ha citat Allen com a influència.
A la seva Irlanda natal, sempre es va mantenir controvertit. La seva burla de l'església catòlica el va fer impopular entre alguns catòlics irlandesos, mentre que la seva burla del líder protestant d'Ulster Ian Paisley el va fer impopular entre molts protestants d'Irlanda del Nord.
En una entrevista de 2017 amb Howard Stern, Adam Sandler va esmentar Allen com una de les seves primeres influències còmiques quan el va veure actuar a l'hotel Nevele amb 10 anys.

## Vida personal
Presentat per la coneguda mútua Maggie Smith, 12 setmanes després de reunir-se a Austràlia, el 1964 Allen es va casar amb l'actriu anglesa Judith Stott. La parella va tenir dos fills, Edward James Tynan O'Mahony (professionalment Ed Allen), que també és còmic, i una filla, Jane. També va tenir un fillastre, el fill de Judith, Jonathan. La parella es va divorciar el 1983.
La principal afició d'Allen era la pintura, de la qual es va entusiasmar cada cop més en els seus darrers anys. La seva primera exposició, Private Views, va tenir lloc a Edimburg en 2001.
Va morir pacíficament mentre dormia a causa del síndrome de mort sobtada arrítmica a la seva llar de Kensington (Londres), el 10 de març de 2005 a l'edat de 68 anys. Va ser sobreviscut per Karin Tynan O'Mahony (née Stark), que havia estat la seva parella des de 1986 i amb la que s'havia casat feia 18 mesos. Tres setmanes després de la mort d'Allen, Karin va donar a llum al seu fill Cullen.
Una dramatització de la vida i la carrera de Allen, titulada Dave Allen At Peace, fou emesa a RTÉ One i BBC Two en 2018, amb Aidan Gillen interpretant el còmic.